# Tricliceras
Tricliceras is een geslacht uit de passiebloemfamilie (Passifloraceae). De soorten komen voor in tropisch en zuidelijk Afrika en op Madagaskar.

## Soorten
- Tricliceras auriculatum (A.Fern. & R.Fern.) R.Fern.
- Tricliceras bivinianum (Tul.) R.Fern.
- Tricliceras brevicaule (Urb.) R.Fern.
- Tricliceras elatum (A.Fern. & R.Fern.) R.Fern.
- Tricliceras glanduliferum (Klotzsch) R.Fern.
- Tricliceras hirsutum (A.Fern. & R.Fern.) R.Fern.
- Tricliceras lanceolatum (A.Fern. & R.Fern.) R.Fern.
- Tricliceras lobatum (Urb.) R.Fern.
- Tricliceras longepedunculatum (Mast.) R.Fern.
- Tricliceras mossambicense (A.Fern. & R.Fern.) R.Fern.
- Tricliceras pilosum (Willd.) R.Fern.
- Tricliceras prittwitzii (Urb.) R.Fern.
- Tricliceras schinzii (Urb.) R.Fern.
- Tricliceras tanacetifolium (Klotzsch) R.Fern.
- Tricliceras xylorhizum Verdc.

Adenia · 
Ancistrothyrsus · 
Androsiphonia · 
Barteria · 
Basananthe · 
Crossostemma · 
Deidamia · 
Dilkea · 
Efulensia · 
Hollrungia · 
Mitostemma · 
Paropsia · 
Paropsiopsis · 
Passiflora (Passiebloem) · 
Schlechterina · 
Smeathmannia · 
Tetrapathea · 
Tricliceras · 
Tryphostemma · 
Viridivia